# Albrecht Haenlein
Albrecht Haenlein o Hänlein (Múnic, Baviera, 7 d'octubre de 1840 - 31 d'agost de 1909) fou un compositor i organista alemany del Romanticisme.
Es distingí com a organista i professor, fundant a Mannheim una societat per a el cultiu de la música antiga d'església.
Va compondre diverses notables obres corals per al servei religiós i revisà i arranjà les composicions de Schütz, publicant algunes col·leccions interessants d'obres clàssiques per a orgue. Fou un dels cinc justos, com els anomenà Wagner, que principiaren la campanya a favor del mestre de Bayreuth.